# Pilate
Pilate (em crioulo, Pilat), é uma comuna do Haiti, situada no departamento do Norte e no arrondissement de Plaisance. De acordo com o censo de 2003, sua população total é de 40.445 habitantes.